# Joshua Gatt
Joshua Alexander Gatt (Plymouth, 29 augustus 1991) is een Amerikaans voormalig voetballer die doorgaans speelde als rechtsbuiten. Tussen 2010 en 2021 was hij actief voor Rheindorf Altach, Molde FK, Minnesota United, Colorado Rapids, opnieuw Rheindorf Altach, Dundalk en Pittsburgh Riverhounds. Gatt maakte in 2012 zijn debuut in het voetbalelftal van de Verenigde Staten en kwam uiteindelijk tot twee interlandoptredens.

## Clubcarrière
Toen Gatt met zijn jeugdclub Michigan Wolves in Zwitserland een toernooi speelde tegen Europese jeugdelftallen werd hij gescout door verschillende clubs. Het Duitse Mainz 05 en Rheindorf Altach uit Oostenrijk boden hem een proefstage aan. Bij die laatste club kreeg hij uiteindelijk een contract. Hij ging direct in het eerste elftal spelen. Gatt speelde veertien duels en wist daarin vijf keer het doel te vinden. Ole Gunnar Solskjær was de nieuwe manager van Molde FK in Noorwegen geworden en haalde Gatt, samen met Davy Claude Angan en Magnus Wolff Eikrem, naar zijn club. De Amerikaan maakte op 18 maart 2011 in de competitiewedstrijd tegen Sarpsborg 08 FF zijn debuut voor Molde. Zijn eerste doelpunt maakte hij op 4 augustus 2011 tegen Vålerenga IF. Het seizoen 2012 was Gatts meest succesvolle in Noorwegen: hij speelde mee in negentien competitiewedstrijden, waarin hij zes doelpunten maakte; Molde won dat jaar de landstitel, net als in 2011 en 2014. Door een blessure miste Gatt het gehele seizoen 2014. Na zijn laatste wedstrijd in het seizoen 2013 op 29 juni speelde hij op 22 mei 2015 – bijna twee jaar later – voor het eerst weer een wedstrijd in de competitie. In 2015 en 2016 zou de vleugelspeler nog zeven wedstrijden meespelen met Molde, waarna hij de club verliet eind 2016.
Hierna was hij op proef bij 1. FC Nürnberg en Rapid Wien, maar in beide gevallen leidde dat niet tot een contract. In februari sloot Gatt zich aan bij Minnesota United, dat vanaf 2017 actief zou zijn in de Major League Soccer. Binnen anderhalve maand verkaste Gatt, nog zonder optredens voor Minnesota, binnen de competitie naar Colorado Rapids, waar hij zijn handtekening zette onder een verbintenis voor de duur van één jaar. Na afloop van deze verbintenis verliet hij de club. Gedurende een half seizoen zat Gatt zonder club, voor hij in de zomer van 2018 na zeven jaar terugkeerde bij Rheindorf Altach. Na een jaar gingen club en speler weer uit elkaar. Medio 2020 tekende hij voor een halfjaar bij Dundalk. Een jaar later speelde hij voor Pittsburgh Riverhounds. Eind 2021 zette Gatt op dertigjarige leeftijd een punt achter zijn actieve loopbaan.

## Interlandcarrière
Op 2 september 2012 werd Gatt voor de eerste maal opgeroepen voor het Voetbalelftal van de Verenigde Staten, maar vanwege een hamstringblessure moest hij verstek laten gaan. Tegen Rusland maakte hij op 14 november 2012 van dat jaar alsnog zijn debuut. In januari 2013 speelde Gatt ook mee in een interland tegen Canada (0–0), als invaller na rust voor Chris Wondolowski. Bondscoach Jürgen Klinsmann deed daarna geen beroep meer op Gatt.
| Interlands van Joshua Gatt voor Verenigde Staten | Interlands van Joshua Gatt voor Verenigde Staten | Interlands van Joshua Gatt voor Verenigde Staten | Interlands van Joshua Gatt voor Verenigde Staten | Interlands van Joshua Gatt voor Verenigde Staten | Interlands van Joshua Gatt voor Verenigde Staten |
| №                                                | Datum                                            | Wedstrijd                                        | Uitslag                                          | Competitie                                       | Goals                                            |
| Als speler bij Molde FK                          | Als speler bij Molde FK                          | Als speler bij Molde FK                          | Als speler bij Molde FK                          | Als speler bij Molde FK                          | Als speler bij Molde FK                          |
| ------------------------------------------------ | ------------------------------------------------ | ------------------------------------------------ | ------------------------------------------------ | ------------------------------------------------ | ------------------------------------------------ |
| 1                                                | 14 november 2012                                 | Rusland – Verenigde Staten                       | 2 – 2                                            | Vriendschappelijk                                |                                                  |
| 2                                                | 29 januari 2013                                  | Verenigde Staten – Canada                        | 0 – 0                                            | Vriendschappelijk                                |                                                  |

## Erelijst
| Tippeligaen | 3 | 2011, 2012, 2014 |